# Nissan Quest
Nissan Quest — мінівен японської компанії Nissan розроблений для ринку Північної Америки.

## Перше покоління (1997-2002)

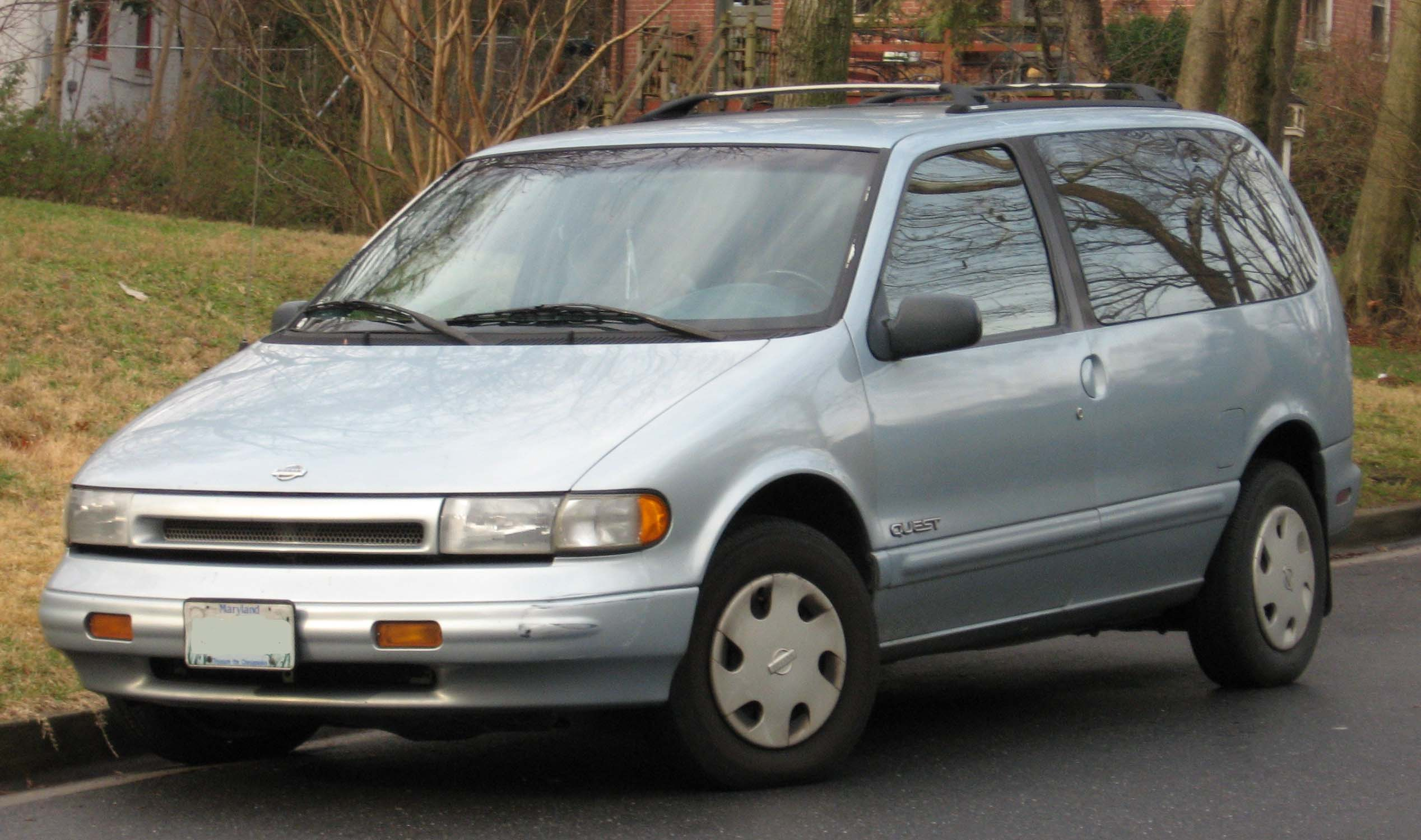
Nissan Quest (1993-1995)

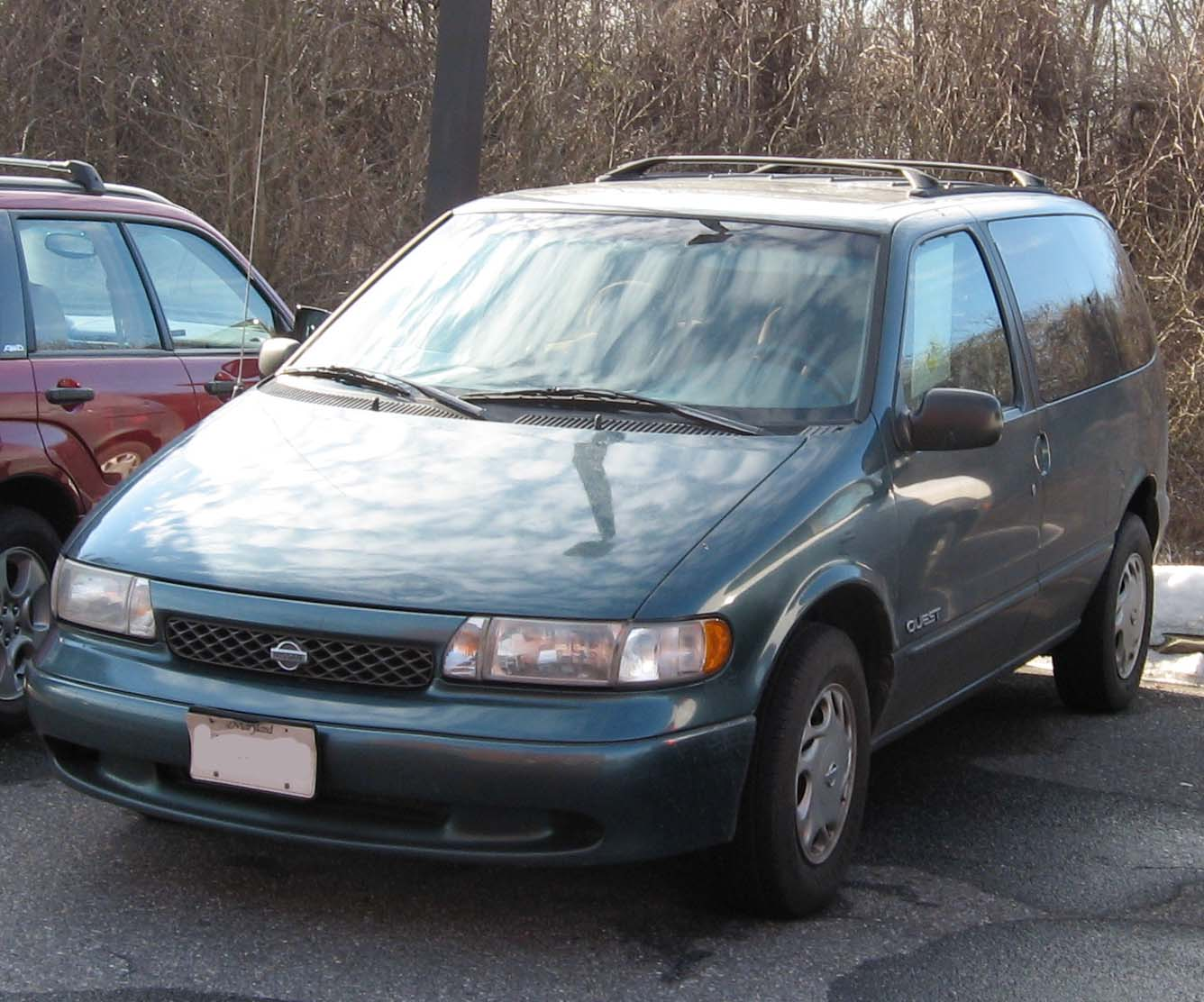
Nissan Quest (1996-1998)

З самого дебюту 1992 році, Nissan Quest мав те ж обличчя, що і мінівен Mercury Villager. Справа в тому, що японці вирішили завойовувати Північну Америку без власного місцевого підприємства по збірці мінівенів. Виручив їх концерн Ford. Азіати з янкі спільно розробили платформу Ford VX54, але більшу частину техніки надали інженери Nissan, в тому числі трилітровий мотор V6 VG30E (154 к.с., 247 Нм) і чотириступінчастий "автомат" запозичений у седана Nissan Maxima. В обмін на готовий автомобіль (довжина 4823 мм, колісна база 2850 мм) Ford надав японцям свій складальний конвеєр на заводі в Огайо, де робили і Mercury Villager. Четирехдверний семимісцевий Nissan Quest першого покоління збирали аж до 1998 року.

### Двигун
- 3.0 L VG30E V6

## Друге покоління (1999-2002)

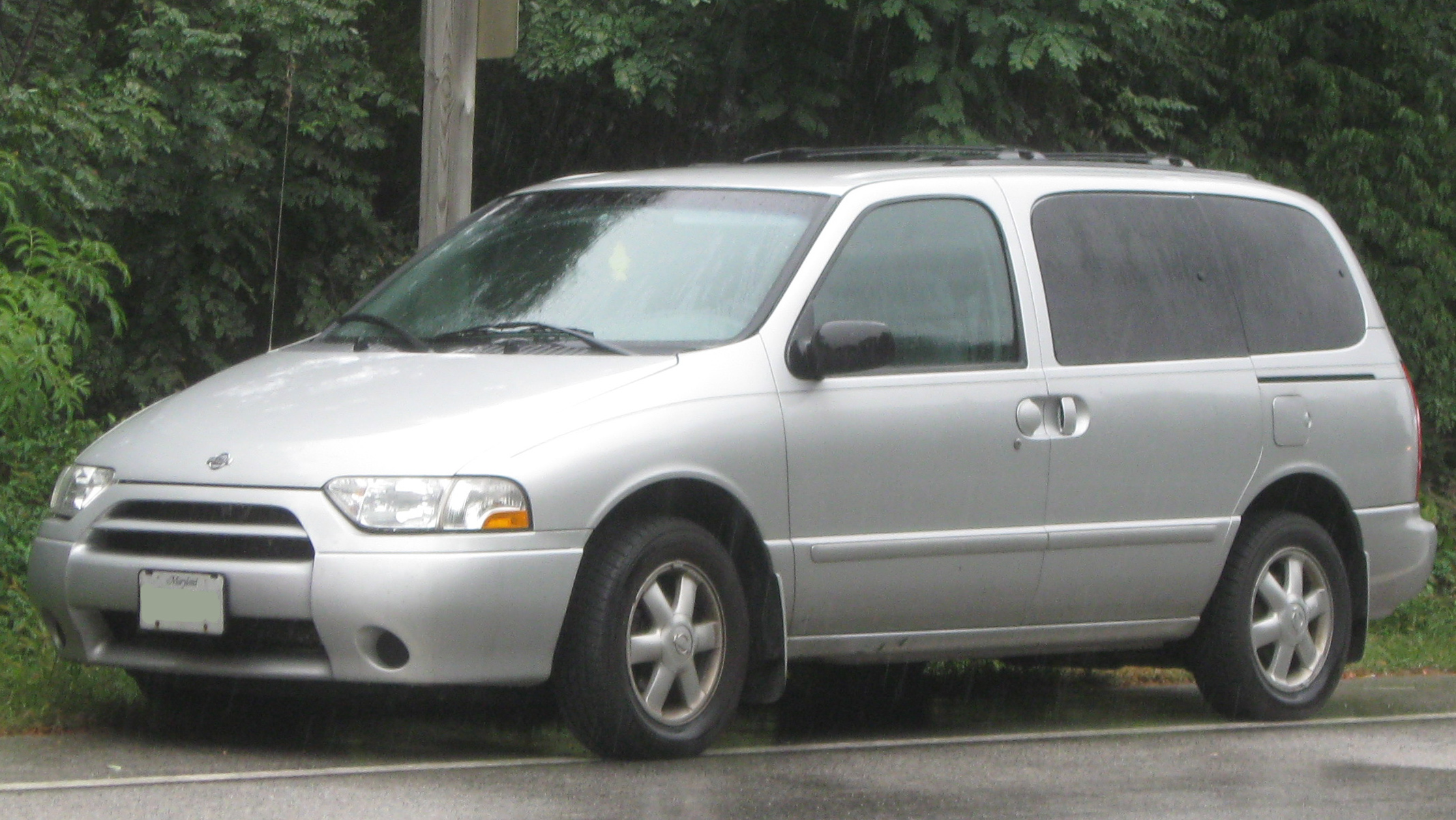
Nissan Quest (2001-2002)

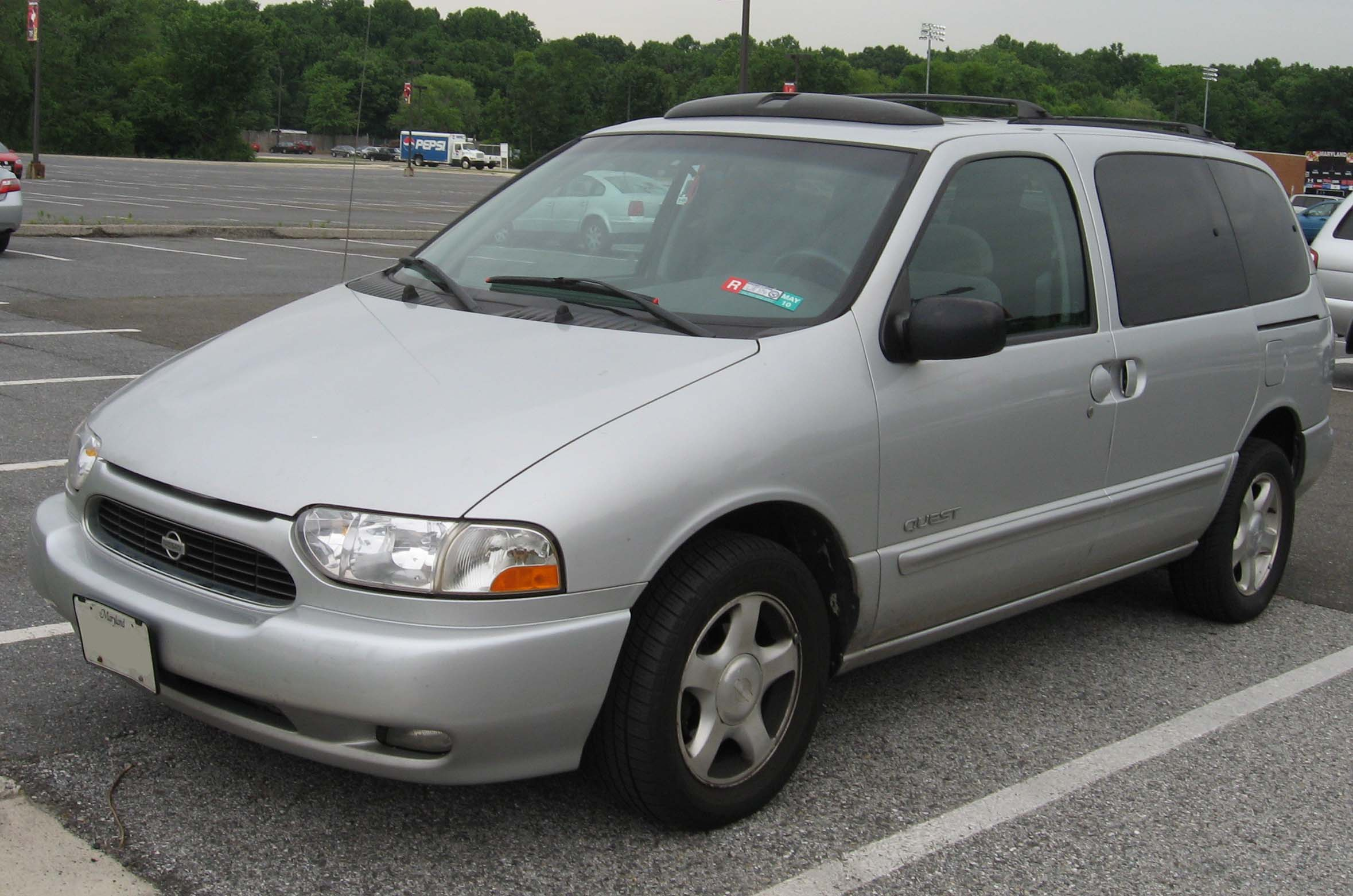
Nissan Quest (1999-2000)

У 1999 році в США стартував продаж Quest другої генерації. Зовнішність змінилася помітно, але ще більше американізувалося, і схожість із Вілліджером посилилося. Платформа Ford VX54 залишилася колишньою (база - та ж 2850 мм), але інженери перенастроювали підвіску. Шестициліндровий двигун серії В. Г. додав 300 "кубиків» у робочому обсязі (до 3,3 л) а віддача підскочила до 174 сил і 270-ньютон метрів. Колишній чотирьохдіапазонний "автомат» отримав нову програму управління. До всього іншого, у Квесту з'явилася ще одні двері (з лівого боку по ходу руху) розширилося оснащення (аудіосистема на 130 Вт з CD-чейнджером на шість дисків, скляний люк з сервоприводом). У 2002 році виробництво другого покоління Quest на заводі в Ейвон-Лейк (Огайо) припинилося.

### Двигун
- 3.3 L VG33E V6

## Третє покоління (2004-2009)

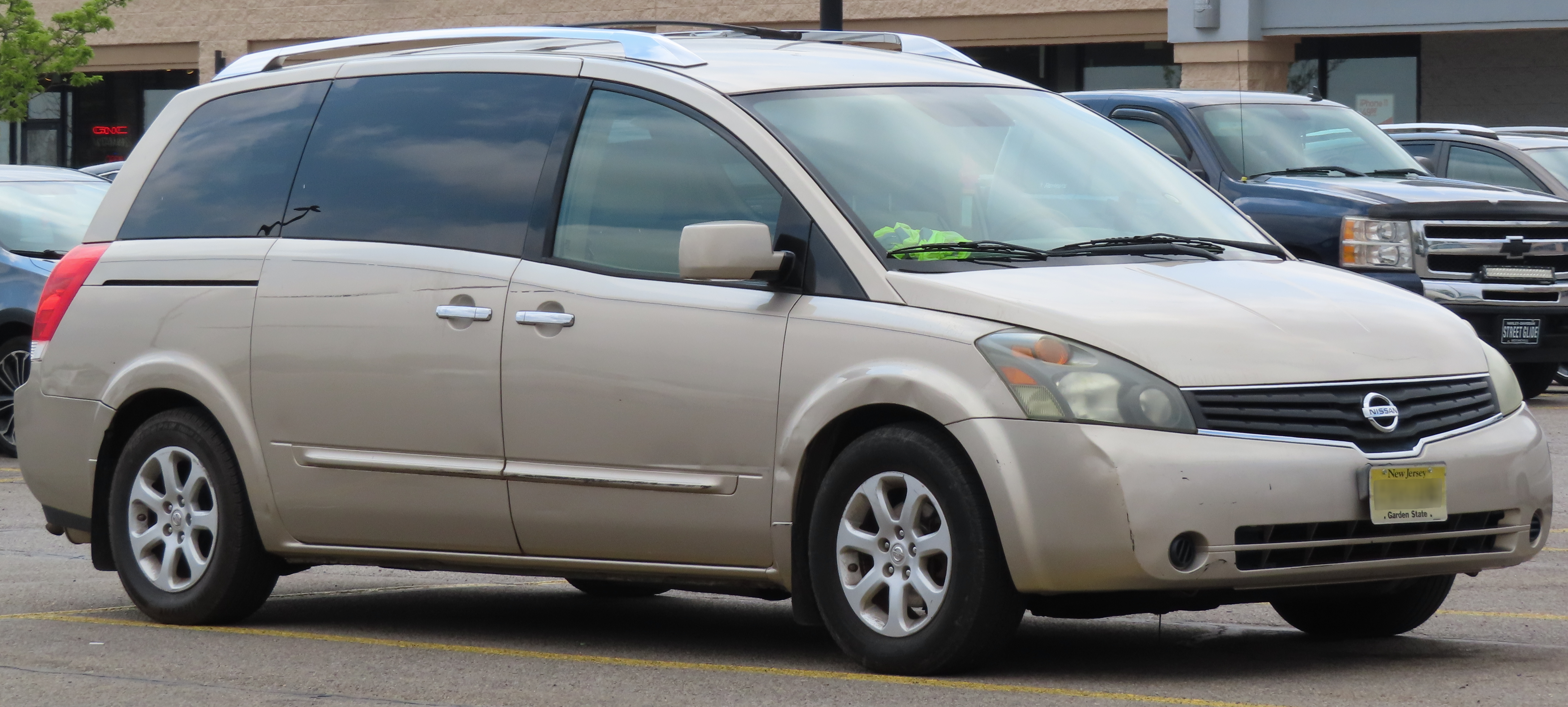
Nissan Quest (2004-2009)

Якщо друге покоління Nissan Quest можна було сміливо назвати результатом модифікації "першого" то модель, що з'явилася в 2004 році, була абсолютно новою. Ніяких "братів-близнюків" ніякої спільної платформи - тільки своє. Зовнішність - немов у орбітального модуля космічної станції. В основу мінівена лягла "візок" Nissan FF-L, на якій базувалися седани Altima Максима третього покоління і шостого. Довжина Квесту була значною - 5184 мм, відстань між осями - 3150 мм. У салоні (об'ємом 6 м³) на трьох рядах сидінь легко влаштовувалися сім чоловік. Передню вісь обертав двигун VQ V6 3,5 сімейства, що видавав 243 к.с. 328 і Нм. Чотириступінчастий "автомат» змінився п'ятиступінчастим. Оснащення стало незрівнянно багатший: шість подушок безпеки, система стабілізації, оздоблення інтер'єру шкірою і вставками під дерево і алюміній, мультимедійна система з навігацією, DVD-програвачем та моніторами в передній і задній частинах мінівена. Однак, незважаючи на все це, продавався автомобіль у США не так успішно, як його прямі конкуренти з Японії. Так, з 2003 по 2009 рік на ринку Північної Америки було продано 197 759 Квестів. Для довідки: за той же період Toyota Sienna розійшлася тиражем понад 900 тисяч одиниць.

### Двигун
- 3.5 L VQ35DE V6

## Четверте покоління (2010-2016)

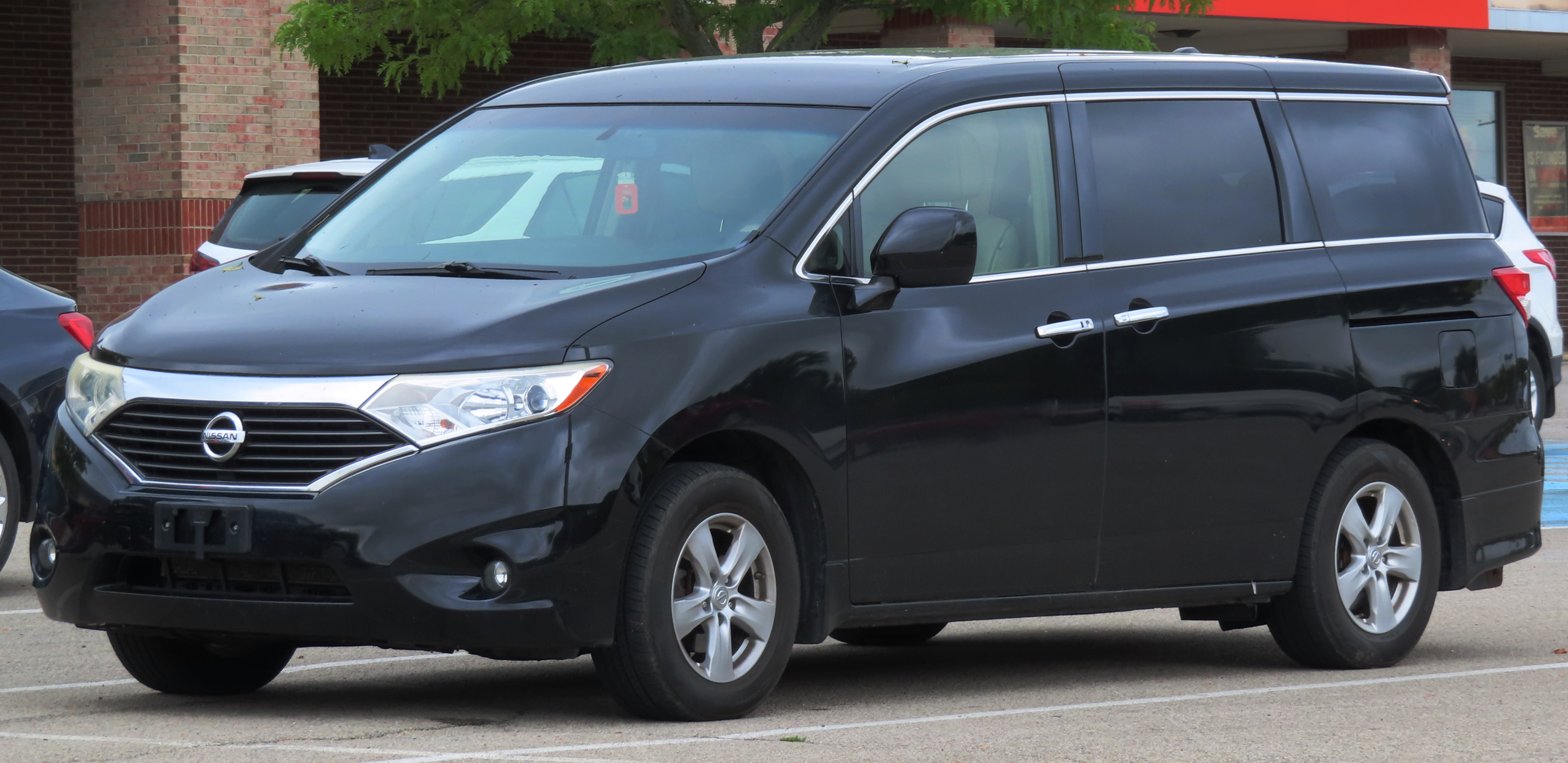
Nissan Quest (з 2010)

Мінівен Nissan Quest четвертого покоління пропонується з камерою «огляду з висоти пташиного польоту» та третім рядом сидінь з електроприводом. І це при тому, що базові моделі мають нижчі ціни, ніж у Toyota Sienna та Honda Odyssey. Як решта сімейних автомобілів, Quest гарантує чимало внутрішнього простору, практичності та запас потужності, завдяки стандартному V6 двигуну. Крім того, мінівен вирізняється за рахунок вуглуватої зовнішності. Але на відміну від Odyssey та Sienna, які вміщують до восьми людей, у Quest помістяться лише сім.   
Між тим, автомобіль поступається конкурентам за довжиною та шириною. Моделі S та SV отримали 16-дюймові колеса, у той час, як SL і Platinum – 18-дюймові. 
За потужність мінівену відповідає 3,5-літровий V6 двигун на 230 кінських сил. Компонується він безступінчастою автоматичною коробкою передач. Максимальна швидкість становить 200 км/год. Сотні Quest досягає за 8,2 секунд. Витрата пального перебуває на рівні 14,7 л/100км у міському, 10,2 л/100км у заміському та 12,4 л/100км у змішаному циклах. Привід у автомобіля на передні колеса. 

### Двигун
- 3.5 L VQ35DE V6